# Castianeira phaeochroa
Castianeira phaeochroa är en spindelart som beskrevs av Simon 1910. Castianeira phaeochroa ingår i släktet Castianeira och familjen flinkspindlar.
Artens utbredningsområde är Guinea-Bissau. Inga underarter finns listade.